# Kukačka indická
Kukačka indická (Taccocua leschenaultii) je druh kukačky, která obývá suché křovinaté a otevřenější lesní oblasti Indického subkontinentu. Jedná se o jediného zástupce rodu Taccocua.

## Systematika
Druh formálně popsal francouzský přírodovědec René Lesson v roce 1830. Je to polytypický druh utvářející tyto poddruhy s následujícím rozšířením:
- T. l. sirkee (Gray, JE, 1831) − Pákistán a severozápadní Indie;
- T. l. infuscata Blyth, 1845 − střední a východní předhůří Himálají po severovýchodní Indii;
- T. l. leschenaultii Lesson, RP, 1830 − jižní Indie a Šrí Lanka.

## Výskyt
Jak již druhový název napovídá, kukačka indická se primárně vyskytuje v Indii. Areál rozšíření nicméně sahá až do Pákistánu (severovýchodní Paňdžáb a jihovýchodní Sindh), jižního Nepálu, jihozápadního Bhútánu, západního Bangladéše a suchých oblastí Šrí Lanky. Jedná se o stálý, nemigrující druh, jehož areál výskytu sahá od nížin po předhůří. Vyhovují mu suché opadavé sekundární lesy, trnité křoví i buš, akáciové lesy, suché až vyprahlé svahy poseté kameny, suchá kamenná údolí či dokonce polopouště.

## Popis

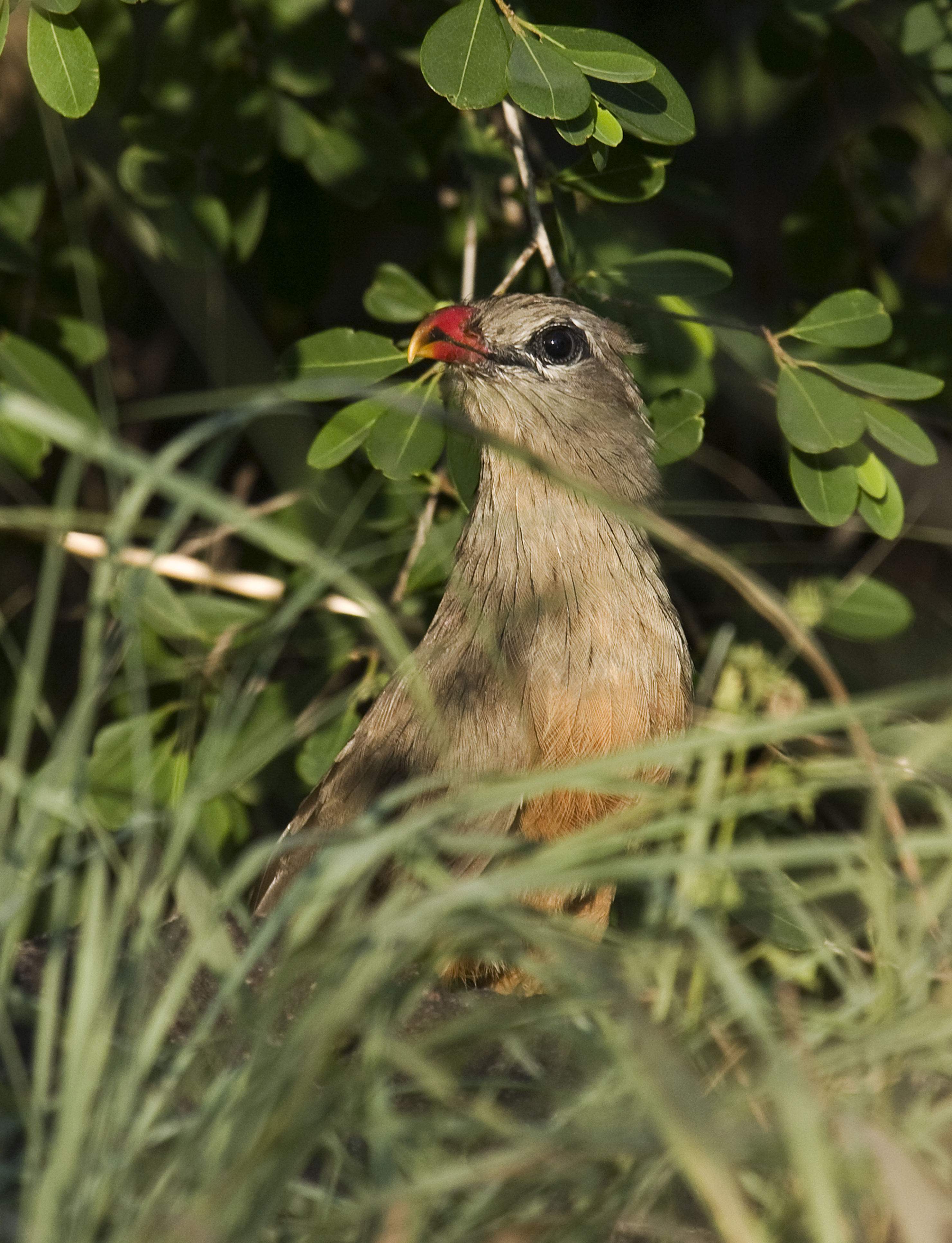
Kukačka indická

Velikost těla se pohybuje kolem 42 cm. Zobák je statný, mírně zahnutý dolů, červený se žlutým zakončením. Nohy jsou hnědé až šedočerné. Ocas se svými cirka 21−26 cm dosahuje délky těla. Hlava, hřbet a křídla jsou písčitě šedohnědé. Spodní partie jsou o něco světlejší, břicho rezavé, spodní ocasní krovky tmavě hnědé, konec ocasu je bílý. Duhovky jsou karmínové, kolem očí se nachází tenký oční kroužek s holou kůží modré barvy.

## Biologie
Žije skrytým způsobem života při zemi, na které zobákem prohrabává zeminu ve snaze nají hmyz, jako jsou sarančata, housenky, termiti či menší obratlovci včetně ptáků, myší a plazů. Nepohrdne ani plži, bobulemi nebo ovocem. Je to špatný letec, avšak po zemi se dokáže hbitě pohybovat. Při utíkání drží tělo a ocas ve vodorovné pozici a hlavu skloněnou, až spíše připomíná běžící mangustu. Je plachá, typicky se vyskytuje samostatně nebo v páru. Vokálně se příliš neprojevuje, občas vydává křiklavé „kek-kek-kekkerek-kerek“ zakončené klesajícím „čurr“. Někdy se ozvývá měkkým „kokh-kokh-kokh“ nebo krátkým, vysoko položeným „kuit“. Během toku vydává klikací zvuky.

### Hnízdění
Doba hnízdění závisí na lokaci, nejčastěji se jedná o červen až srpen. Námluvy doprovází uklánění s roztaženým ocasem, kdy kukačka dává partnerovi na odiv svůj bílý pruh na konci tmavého ocasu. V této pozice se hlava naklání k zemi, poté k nebi, přičemž zobák je otevřený. Hnízdo je plochá platforma z větviček vystlaná zelenými listy. Bývá umístěno v rozvětvení stromu několik metrů nad zemí. Samice snáší 2−3 světlá vejce o rozměru 34×26 mm. Inkubují oba partneři.

## Ohrožení
Mezinárodní svaz ochrany přírody (IUCN) považuje kukačku indickou za málo dotčený druh se stabilní populací, která sice nebyla kvantifikována, avšak akutně ji nic neohrožuje.